# Alexander Merkel
Alexander Merkel (Almatý, 22 de febrero de 1992) es un futbolista kazajo nacionalizado alemán. Juega como centrocampista en el F. C. Nassaji Mazandaran de la Iran Pro League.

## Biografía
Alexander se mudó a Alemania con sólo 6 años de edad junto a su familia como Spätaussiedler, es decir, como alemán étnico de Kazajistán «repatriado». Empezó a jugar, al poco tiempo, en las categorías inferiores del VfB Stuttgart. A los 16 años se trasladó a Milán donde fichó por el AC Milan, convirtiéndose en un jugador clave en las categorías inferiores.

## Selección nacional
Vistió la camiseta de la sub-15 hasta la sub-19 de Alemania.
Al no tener lugar en la selección alemana, debutó con Kazajistán el 6 de septiembre del 2015, en un partido de clasificación para la Eurocopa 2016 contra Islandia.

## Clubes
| Club                     | País                   | Año       |
| ------------------------ | ---------------------- | --------- |
| A. C. Milan              | Italia                 | 2010-2011 |
| Genoa C. F. C.           | Italia                 | 2011-2013 |
| A. C. Milan (cedido)     | Italia                 | 2012      |
| Udinese Calcio           | Italia                 | 2013-2016 |
| Watford F. C. (cedido)   | Inglaterra             | 2014      |
| Grasshoppers (cedido)    | Suiza                  | 2014-2015 |
| A. C. Pisa 1909 (cedido) | Italia                 | 2016      |
| VfL Bochum               | Alemania               | 2016-2018 |
| Admira Wacker            | Austria                | 2018      |
| Heracles Almelo          | Países Bajos           | 2018-2020 |
| Al-Faisaly F. C.         | Arabia Saudita         | 2020-2021 |
| Gaziantep F. K.          | Turquía                | 2021-2023 |
| Hatta Club               | Emiratos Árabes Unidos | 2023-2024 |
| F. C. Nassaji Mazandaran | Irán                   | 2024-     |

## Palmarés

### Títulos nacionales
| Título                    | Club             | País           | Año     |
| ------------------------- | ---------------- | -------------- | ------- |
| Serie A                   | A. C. Milan      | Italia         | 2010-11 |
| Copa del Rey de Campeones | Al-Faisaly F. C. | Arabia Saudita | 2020-21 |